# Tshekardithonopsis zalesskyi
Tshekardithonopsis zalesskyi là một loài côn trùng trong họ Permithonidae thuộc bộ Neuroptera. Loài này được Vilesov miêu tả năm 1995.